# 韓珉
韓 珉（かん びん、生没年不詳）は、中国戦国時代の韓の人物。『戦国策』では公仲珉、『史記』では韓聶、『戦国縦横家書』では韓量となっている。
紀元前286年、斉の湣王により相国に任命され、斉軍を率いて宋を滅ぼした。韓珉が韓にいたとき、韓侈に秦に魏への攻撃を手伝うように要請することを命じた。韓珉の死後、韓辰が後を継いだ。